# Ребрендинг
Ребре́ндинг (англ. rebranding) — активная маркетинговая стратегия; включает комплекс мероприятий по изменению бренда (как компании, так и производимого ею товара), либо его составляющих: названия, логотипа, слогана, визуального оформления, с изменением позиционирования. Проводится в русле изменения концептуальной идеологии бренда. Это подразумевает, что в компании (продукте) произошли довольно существенные изменения.
Рестайлинг и репозиционирование бренда — составные части процесса ребрендинга (см. ниже).
Удачный ребрендинг позволяет компании выйти на новый уровень развития, привлечь внимание новых клиентов и увеличить лояльность существующих.

## Задачи ребрендинга
- усиление бренда (то есть рост лояльности потребителей);
- дифференциация бренда (усиление его уникальности);
- увеличение целевой аудитории бренда (привлечение новых потребителей)[2].

## Ключевые этапы ребрендинга
Маркетинговый аудит
Основная цель — оценить узнаваемость бренда, понять, насколько лояльно к нему относится потребитель; какие барьеры существуют для восприятия бренда, оценить его образ для различных целевых аудиторий; понять, какие у него есть слабые и сильные стороны, конкурентные преимущества. На основании маркетингового исследования принимается решение о том, нуждается ли бренд в репозиционировании.
Репозиционирование бренда
Изменение его основных характеристик и закрепление их в сознании целевых аудиторий.
Рестайлинг визуальных атрибутов бренда
Изменение дизайна (напр., цвета логотипа и других визуальных атрибутов, сопровождающих бренд, стиля), в соответствии с новым позиционированием и новыми характеристиками бренда.
Внутренняя и внешняя коммуникация
Донести до аудитории (сотрудников, потребителей, конкурентов и т. д.), какими характеристиками обладает новый бренд.

## Примеры ребрендинга
Типичный случай ребрендинга — осовременивание бренда. Через это прошли компании «Кока-кола» и «PepsiCo» со своими традиционными напитками. Примерно раз в 10 лет в логотипы их брендов вносятся нерадикальные изменения, обновляющие бренд.
Типичными примерами ребрендинга можно назвать изменение названия авиакомпании «Сибирь» на S7, а также новый образ авиакомпании «Аэрофлот» и, особенно, «РЖД».
В телекоммуникационной индустрии России наиболее успешным можно назвать ребрендинг (в 2005—2006 гг.) торговой марки «Билайн», а наиболее радикальным, хотя и не всеми принятым — ребрендинг ОАО «МТС» и других компаний, входящих в холдинг «Система Телеком». Еще 1 пример ребрендинга - 4 сентября 2024 года Tele2 Россия сменило название на t2
Google Play — результат ребрендинга портала Android Market.
Соцсеть «Твиттер» — ребрендинг под зонтичный бренд X (𝕏). 